# Estación de Antwerpen-Luchtbal
La estación de Antwerpen-Luchtbal es una estación de tren belga situada en Amberes, en la provincia de Amberes, región Flamenca.
Pertenece a la línea  de S-Trein Antwerpen.

## Situación ferroviaria
La estación se encuentra en la línea 12 (Amberes-Essen-frontera)

## Intermodalidad
| Línea | Recorrido            |
| ----- | -------------------- |
|       | Luchtbal ↔ Olympiade |

| Línea | Recorrido                 |
| ----- | ------------------------- |
| 600   | Antwerpen ↔ Meersel-Dreef |
| 601   | Antwerpen ↔ Sint-Job      |
| 602   | Antwerpen ↔ Meerle        |
| 610   | Antwerpen ↔ Oelegem       |
| 620   | Antwerpen ↔ Meer          |
| 621   | Antwerpen ↔ Schoten       |
| 640   | Antwerpen ↔ Loenhout      |
| 641   | Antwerpen ↔ Wuustwezel    |